# Goniothalamus rotundisepalus
Goniothalamus rotundisepalus är en kirimojaväxtart som beskrevs av Murray Ross Henderson. Goniothalamus rotundisepalus ingår i släktet Goniothalamus och familjen kirimojaväxter. Inga underarter finns listade i Catalogue of Life.